# Križ trojstva
Križ trojstva (eng. Trinity Cross) je bilo najviše odlikovanje Republike Trinidada i Tobaga od 1969. do 2008. Ovo odlikovanje dodjeljuje se za istaknuto i izvanredno služenje Trinidadu i Tobagu. Njime mogu biti odlikovani i državljani i nedržavljani Trinidada i Tobaga, ali ih se može podijeliti najviše pet u jednoj godini. Odlikovanje je prvi put predstavljeno 1969. godine i nakon toga zamijenjen Redom Republike Trinidada i Tobaga 2008. godine.

## Vanjske poveznice
- Slika Križa trojstva